# Certidão de nascimento

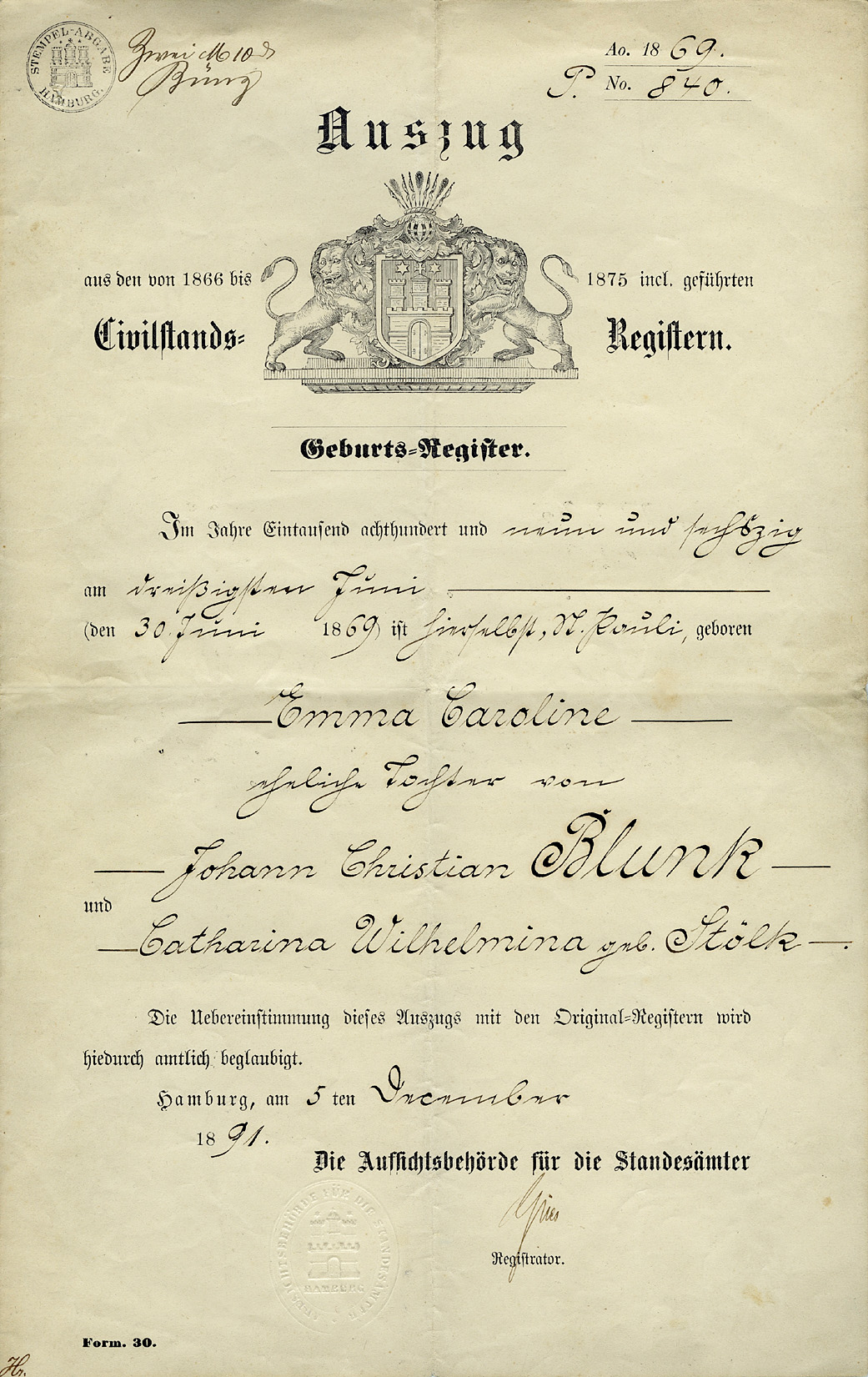
Certidão de nascimento alemã (1891)

A certidão de nascimento é um documento cujo conteúdo é extraído do assento de nascimento lavrado em um livro depositado aos cuidados de um cartório de registo civil (em Portugal: conservatória do registo civil).
Sem esse documento, os cidadãos ficam privados de seus direitos mais fundamentais e não têm acesso a programas sociais, não podem obter cédula de identidade e outros documentos. Além de informar de forma oficial em que data e onde a criança nasceu, a certidão é o documento que comprovará a cidadania de uma pessoa.
O registro da certidão de nascimento é gratuito. A certidão deve ser feita logo após o nascimento da criança, no local de nascimento ou no cartório de registro. Os pais ou responsáveis têm o direito de fazer a certidão no lugar de nascimento ou no lugar de residência da criança. Para obter a primeira via da certidão de nascimento, os pais ou responsáveis devem ir ao cartório mais próximo do lugar onde a criança nasceu ou reside, levando documentos pessoais e a Declaração de Nascido Vivo (DNV) da criança entregue pelo hospital. O registro deve ser feito pela mãe ou pelo pai ou pelo responsável da criança.
Uma certidão de nascimento pode ser emitida no Brasil em dois formatos: em breve relato, que traz os dados principais inscritos no livro de assentamento ou em inteiro teor, que reproduz o assento de nascimento em sua integralidade, palavra por palavra. A certidão inteiro teor também pode ser denominada certidão verbo ad verbum.
Em Portugal, as certidões de nascimento podem ser emitidas em três diferentes formatos: narrativa, cópia integral e modelo internacional. Os dois primeiros formatos equivalem às certidões brasileiras em breve relato e em inteiro teor, respectivamente. A certidão em modelo internacional é emitida segundo regras da Convenção de Viena, tendo formato plurilíngue.

## Segunda via da certidão de nascimento
É possível tirar a 2ª via da certidão de nascimento pessoalmente no cartório onde a pessoa foi registrada ao nascer, pelos correios ou pela internet. Para tanto é preciso pagar uma taxa e fornecer um documento oficial com foto. Atualmente, além do cartório, é possível tirar a segunda via pelos Correios (sem custo) e pela internet.
Além disso, é possível retificar o prenome ou sexo no Brasil diretamente no cartório, entretanto, a nível nacional, quem desejar mudar o marcador de sexo ou gênero para não binário ou intersexo, terá que judicializar.